# Alexandru Papilian
Alexandru Papilian (pseudonim al lui Alexandru Stoichiță; n. 27 martie 1947, Paris, Île-de-France, Franța – d. 23 martie 2023, Limoges, Franța) a fost un scriitor român. A fost nepotul lui Victor Papilian. A absolvit în 1970 Academia de Studii Economice la București. A lucrat ca bibliograf la Biblioteca Centrală de Stat (1970-1972), apoi redactor la revista Flacăra (1972) și la Radioteleviziunea Română (1972-1977). S-a stabilit definitiv în Franța în 1984, unde a condus Secția în limba română la Radio France Internationale.

## Lucrări publicate
- Dihorul - 1970
- O seara de noiembrie - 1976
- Fapturi neînsemnate - 1978
- Micelii - 1981
- Pricini de iubire - 1981
- Capricii - 1983
- Le Fardeau (Les grands Traductions) - 1990
- Des mouches sour un verre - 1992
- Ex - 1993
- Paharul cu muște - 1997
- Le bien que je n’ai pas fait - 2002
- Bagatelles - 2012